# آن دادلی
آن دادلی (انگلیسی: Anne Dudley؛ زادهٔ ۷ مهٔ ۱۹۵۶) یک موسیقی‌دان اهل انگلستان است.
وی همچنین برنده جوایزی همچون جایزه اسکار بهترین موسیقی فیلم شده است.

## بخشی از فیلمشناسی
- بازی گریه (۱۹۹۲)
- آخر همه‌چیز (۱۹۹۷)
- تاریخ مجهول آمریکا (۱۹۹۸)
- گروتسک (فیلم) (۱۹۹۷)
- کتاب سیاه (۲۰۰۶)
- تریستان و ایزولد (۲۰۰۶)
- بینوایان (۲۰۱۲)
- پولدارک (مجموعه تلویزیونی ۲۰۱۵) (۲۰۱۵)
- بندتا (۲۰۲۱)